# Csapy család
A Csapy család vagy Csapyak az eszenyi és a polyánkai Baksa nemzetségből származnak. 

## A Csapy család története
A Baksa nemzetség  első ismert őse Tamás, ennek fia Simon comes. A Csapyak Csap földjét, melyről nevüket vették, 1282-ben vásárolták a Bechegregor nembeli Apa fiaitól. 1284-ben már  Rátnak is urai, 1286-ban Ásvány is birtokuk. Vagyonuk, hatalmuk és különösen Ungban, tekintélyük is nagy volt.
A Csapyak persona graták voltak a királyi udvarban. A Csapyak vitézségének hírétől visszhangzott az egész ország.  Zsigmond király címert adományozott nekik (1418) és Csapy András a rettegett hős, a sárkány rend lovagja lett. Királyhű emberek voltak, Csapy László, mint „aug. imperatoris secretarius” (udvari titkár) 1433. július 13-án Rómában járt Zsigmond kíséretében.
A Csapyak gazdag és hatalmas nemzetsége, melynek Ungon kívül más vármegyékben is voltak birtokaik, így a zempléni Alsóbereckiben, Bacskán, Csábócon, Dargón, Zebegnyőn, Bodrogszerdahelyen stb., – a 16. század közepe táján haltak ki.

## Csapy András címere

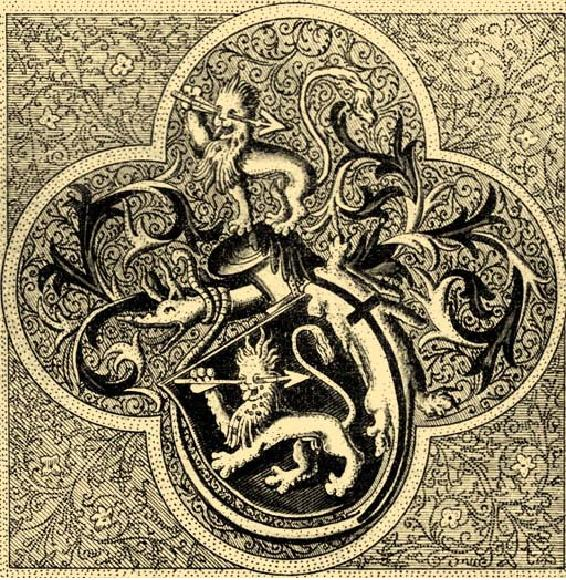
Csapy András 1418. március 19-én adományozott címere a sárkányrend jelvényével

Az 1418. március 19-én Konstanzban kelt címerlevél eredetije a báró  Vécsey-család sárközi levéltárában található. A címert Chapy Tamás, fia Miklós, fia András (de genere Boxa), aki a királyi udvar tagja és familiárisa ("regie nostre Maiestatis aulicus et nostre familiaris") több rokonával együtt kapta Zsigmond királytól hűsége és több hadiérdemei jutalmául. A szemén átnyílazott oroszlán az adománylevél szerint Chapy Andrást jelképezi, aki a király nagybátyja, Prokop morva őrgróf ellen folytatott hadjáratban Ostro várának ostromában a szemén sérült meg. A lovag érdemeit tovább emelte, hogy Holstein váránál pedig a mellén kapott sebet. Az adomány érdekessége, hogy nem csupán Chapy András személyére érvényes, így ezt a címer t használták az Agóchy, a  Szerdahelyi , a Bocskai, a sóvári Soós és a Széchy családok is.
Az adományozott címer jobbra dőlt pajzs kék mezejében ágaskodó arany oroszlán, mely az arcát és két szemét keresztül szúró nyilat jobb lábával nyelénél fogva a sebből kihúzni igyekszik. A farka hétágú, amely a Miczbántól eredt hét családra emlékeztet. A pajzs fölé helyezett, kék és sárga foszlányokkal ellátott csőrsisakon oromdíszül a címeralak ismétlődik. A pajzsot a sárkányrend jelvénye, farkát nyaka köré csavaró, hátán veres keresztet viselő arany sárkány díszíti. A címer  arannyal szegélyezett kárpitnak szintén arannyal megvont négyes karámú belső keretébe van illesztve; a kárpit színe a karámon belül rózsaszín, vörös lombozattal díszítve, a külső mezőkben váltakozva kék és zöld, aranyos virágdísszel.

## Csapy család eredetmondája
A monda több változatban is ismert. A Baksa nemzetség több családjának és településnek is ez az eredetmondája.
A Tisza partján lévő kastélyban élt Micbán feleségével és öreg nénjével. Felesége áldott állapotban volt, amikor a kötelesség hadba szólította a kastély urát. Egyszer egy koldus asszony iker gyermekeivel alamizsnáért könyörgött Micbán feleségénél. A büszke úrnő ahelyett, hogy adott volna neki, durván elutasította: „Takarodj innen! Tisztességes asszonynak egyszerre két magzata nem lehet!” Elkeseredésében a koldus-asszony megátkozta: „Ha te az én kétszeres anyai áldásomat kétségbe vonod, a jó Isten adjon neked hétszereset!” A sors Micbánnét hét fiúgyermekkel áldotta meg egyszerre. Az úrnő nagyon megijedt, mivel ebben az időben Istencsapásnak számított ikergyermekeket világra hozni. Öregnénje tanácsára hatot gyékénykosárba tettek és a Tiszába dobtak. Egy halász talált rájuk, hazavitte és saját fiával együtt felnevelte őket. 16 évesek voltak a fiuk, amikor Micbán megjött a háborúból, s erre nagy mulatságot rendeztek. A mulatságra a fiuk is elmentek, és énekbe foglalva adták elő életük történetét. Ekkor Micbánné elájult, és amikor magáhoztért, beismerte bűnét. Férje nagyon megörült fiainak, és örömében minden fiának külön birtokot adott, akikről a következő falvak elnevezése is született: Lónya, Szalóka, Eszeny, Ásvány, Csap, Szürte, Telek. Öreg nénjét lófarkához kötette, hátára a egy táblát akasztatott „E szenny” felirattal, és addig vonszoltatta a falun körül, míg darabokra nem szakadt.